# يوسف العظم
يوسف العظم (1931-2007) (الملقب بشاعر الأقصى) وزير وشاعر ومفكر أردني ولد بمدينة معان جنوب الأردن.درس اللغة العربية في الأزهر الشريف، وفي جامعة عين شمس في مصر وعمل معلما في الكلية العلمية الإسلامية حتى عام 1962م. العظم شخصية فريدة تجمع بين العلم والأدب؛ فهو مُرَبٍّ ومعلمٌ ومفكر وشاعر أصيل، ويعد من الشعراء البارزين في الأردن، إذ يُعد بحق أحد أبرز الشعراء وأحد أعلام الشعر الإسلامي المعاصر، أخذ من كل قنوات الأدب؛ فكان شاعراً يتغنى بآمال وآلام الأمة، وكان له اليد الطولى في الشعر حتى أطلق عليه الأدباء «شاعر الأقصى» و«شاعر القدس»، كما يعد من الشعراء الملتزمين شكلاً ومضموناً يستمد شعره من تصوره الإسلامي الشامل.
وهو من أبرز الدعاة والعلماء والمفكرين والمربين الذين عرفهم العالم العربي والإسلامي في القرن العشرين، كان عضوًا في مجلس النواب الأردني لعدة دورات منذ عام 1957م، وتولَّى رئاسة تحرير جريدة (الكفاح الإسلامي)، وأسس «روضات براعم الأقصى» التي طورها فيما بعد إلى «مدارس الأقصى» في الأردن، وتولى إدارتها. فقد كان تربويًّا كبيرًا تعلمت على يديه أجيالٌ كثيرة، من خلال مدارس الأقصى هذه، واشتهر بحرصه على التربية، ووضع في سبيل ذلك مؤلفات عدة، حِفاظًا على مستقبل الأجيال القادمة.
وأما مؤلفاته؛ فقد قدم العظم خلال رحلة حياته الكثير من المؤلفات والدراسات الإسلامية والفكرية، منها: «الإيمان وأثره في نهضة الشعوب»، «رحلة الضياع للإعلام العربي المعاصر»، «المنهزمون»، «نحو منهاج إسلامي أمثل»، «الشعر والشعراء في الكتاب والسنة»، «قواعد وأحكام في الاقتصاد الإسلامى».
ويلاحظ من خلال هذه العناوين مدى الأبعاد التي تعالجها، فالمسلمون -على الرغم من ادعائهم الإيمانَ- في أمسِّ الحاجة إلى إعادة النظر في تقديره ورصد آثاره في تغيير الواقع وتصحيح المسيرة البشرية، والانفعال به في كل صغيرة وكبيرة.
فنجده في كتاب «نحو منهاج إسلامي أمث» يلخص خبراته العلمية في موضوع التربية والتعليم، فلا يكاد يغفل جانباً من مقررات الدراسة في مختلف المراحل السابقة للمستوى الثانوي، وهي المراحل الأكثر حساسية وتفاعلاً في حياة الإنسان، ويقول في وصف هذا العمل: «إنه جاء متكاملاً نابعاً من روح الإسلام»، ويقول كذلك: «إن هذا المنهاج قد صادف قبولاً في عدد من ديار الإسلام الناطقة بالعربية، كالكويت وقطر والمملكة العربية السعودية ومصر ولبنان، وطالبت بتطبيقه عدة مدارس خاصة بالجاليات الإسلامية في الولايات المتحدة وكندا وألمانيا والدانمارك وغيرها، وقامت بعض الجمعيات الإسلامية بترجمة أجزاء منه إلى لغات أخرى، وتعمل بعض دور النشر الآن على ترجمة كتب السلسلة التربوية إلى الإنجليزية والفرنسية».
وهو يرى أن تبنِّي مثل هذا المنهاج في ديار العرب والإسلام أفضل منطلق لتثبيت معاني الوحدة التي لا تزرع في ردهات وزارات الخارجية وقاعات المؤتمرات، ولكن في حقول وزارات التربية والتعليم ومحاضنها.
ولأن المسلك التربوي مجال كبير للجهاد وإعداد الجيل المسلم، ولا بد للعاملين له من الإحاطة بأهم مقوماته ووسائله؛ نجد العظم يقدم سلسلة من الكتب التربوية التي أراد لها أن تؤلف المنهاج الكامل للطفل المسلم، الذي هو في تقديره وتقدير المفكرين والعاملين للدعوة، الأساس الأول الذي عليه ينهض بناء المستقبل، فنجد هذه السلسلة تحمل عناوين: «مع الجيل المسلم»، «براعم المسلم في العقيدة»، «براعم الإسلام في الحياة»، «أناشيد وأغاريد»، «أدعية وآداب»، «مشاهد وآيات»، «أخلاق الجيل المسلم في الكتاب والسنة»، «ألوان من حضارة الأديان»، «العلم والإيمان للجيل المسلم».
وهذه السلسلة لم تقتصر على جانب دون آخر من جوانب الحياة الإسلامية، بل أحاطت بأهم القضايا التي ينطوي عليها نظام الإسلام الشامل لكل جوانب الحياة.

## الحياة المُبكرة
ولد يوسف العظم في مدينة معان جنوب الأردن عام 1931م، في أسرة متدينة ذات دخل محدود، وعندما بلغ الخامسة من عمره أدخله والده كُتاب البلدة عام 1936م فدرس فيه القراءة وحفظ جزءًا يسيرًا من القرآن الكريم، ودرس الابتدائية والإعدادية في معان، ثم انتقل إلى عمان وأكمل فيها دراسته الثانوية عام 1948م، وسافر بعد ذلك إلى بغداد ودرس فيها سنتين في كلية الشريعة، حيث تأثر خلال دراسته هناك بعدد من شيوخها من أمثال نجم الدين الواعظ، وقاسم اللقيني، وعبد القادر الخطيب، ومحمد محمود الصواف. ومن بغداد انتقل إلى القاهرة، حيث نال شهادة الليسانس في اللغة العربية من جامعة الأزهر عام 1953م، وحصل على دبلوم عالٍ في التربية من معهد التربية للمعلمين في جامعة عين شمس عام 1954م.
وما كاد يتخرج في هذه المحافل العلمية، حتى انطلق في نشاطه الثقافي والأدبي النابع من مدخراته الإسلامية المتوهجة، إذ ركز خطاه في طريق الإنتاج الأدبي مقالاتٍ وبحوثاً وقصائد ومؤلفات.
وكان طموحه منذ طفولته أن يكون مربياً مسلماً ناجحاً. وقد حقق الله أمنيته؛ إذ بدأ حياته العلمية مدرساً للثقافة الإسلامية والأدب العربي في الكلية الإسلامية بالعاصمة الأردنية عمان، واستمر عمله هذا من عام 1954م حتى عام 1962م، وعلى الرغم من عبء التدريس، الذي يكاد يستولي على وقت المدرس كله، لم يستطع حبس مواهبه الفكرية والأدبية، وشغل بعض نشاطه في الحقل الصحفي حيث تولى رئاسة تحرير صحيفة الكفاح الإسلامي بعمان ما بين 1956م و1958م.

## نشاطه التربوي
ولقد استقر فكره على السبل المثلى التي لا مفر من سلوكها للراغب في الإصلاح، فأسس عام 1963م بالأردن مع عدد من المربين والمثقفين سلسلة مدارس الأقصى، التي جاوز عددها 15 مدرسة في مختلف محافظات المملكة الأردنية، وعمل مديرًا عامًا لها حتى آخر حياته.
ويبدو في العنوان الذي اختير لهذه المدارس إشارةٌ ناطقة بالأهداف البعيدة التي ترمي إليها، وهي إنشاء الأجيال المزودة بالوعي العميق لواقع المؤامرة الصليبية اليهودية، التي لا تستهدف في منظورها البعيد سوى محق الإسلام وإزالة معالمه، حتى يأتي الجيل الضائع الذي لا يعرف عن جذوره التاريخية والربانية شيئاً.
وقد شارك العظم في عشرات المؤتمرات والمواسم الثقافية في العالم العربي والإسلامي، والمؤتمرات التي تقيمها روابط الشباب المسلم في الدول الأجنبية، إلى جانب مشاركته في عدد من اللقاءات والمؤتمرات المتخصصة والعامة في الولايات المتحدة الأمريكية وكندا.
وفي حقل الإذاعة قدم للإذاعة الأردنية أحاديث صباحية، وأسبوعية فكرية وأدبية ودينية كثيرة، كما قدم عددًا من التمثيليات التي تعرض الجانب المشرق من حياة المسلمين وتراث الإسلام العظيم، ومن أبرزها: «نور على الصحراء»، و«الفاروق عمر»، و«صلاح الدين الأيوبي»، و«عبد الحميد بن باديس»، و«ومضات نور». وفي التلفزيون قدم كثيرًا من الأحاديث والندوات الفكرية والتربوية واللقاءات الأدبية.

## نشاطه السياسي
وفي غمار السياسة لم يتردد العظم في خوض هذا المجال، إذ انتُخب عضوًا في مجلس النواب الأردني عن محافظة معان لثلاث دورات: الأولى عام 1963م، والثانية عام 1967م، والثالثة عام 1989م، وكان مقررًا للجان عدة في مجلس النواب، فكان مقرراً للجنة التربية والتعليم، وعضواً في لجنة الشئون الخارجية، وكلا العملين مما يتفق مع أفكاره ويتسع فيه مجال العمل للتوجيه الذي يدعو إليه الإسلام، ثم عين وزيرًا للتنمية الاجتماعية عام 1990م.

## الإنتاج الشعري
وفي ساحات الأدب كان يوسف العظم واحدًا من الشعراء البارزين الذين ساعدوا في النهوض بالقصيدة من خلال ما قدمه من أعمال شعرية مختلفة تعددت موضوعاتها وأشكالها، وقد جعل جل شعره حول القضية الفلسطينية، وبخاصة القدس المحتلة والأقصى المبارك، فقد اهتمّ بالقضية الفلسطينية، حتى سُمِّي بـ (شاعر الأقصى)، وهو يستهوي القارئ بتصوراته وانفعالاته، وبأسلوبه الذي يجمع في جرسه المنغوم بين الرقة والفخامة، وقد استولت على قلبه مآسي أمته فكاد يَقِفُ شِعْرَه كله على تصويرها في زَفَرات لاذعة لا تستسلم لليأس بل تستثير الإيمان وتشحذ الهمم وتجسم الأمل.

## دراسات عنة
ولقد حظي يوسف العظم بعدد وافر من الدراسات عن حياته وأعماله منها: دراسة الشيخ زكي حسين عثمان، تحت عنوان «يوسف العظم شاعراً»، وركزت على الجانب الديني لشخصية العظم، وكذلك دراسة أحمد الجدع «يوسف العظم شاعر الأقصى»، التي تناولت الجوانب التاريخية والإسلامية من حياة الشاعر، وأخيرًا كتاب بعنوان «يوسف العظم شاعراً» للكاتب محمد أحمد الحمايدة، الذي أصدرته وزارة الثقافة الأردنية وذلك في سلسلة كتاب الشهر التي تصدرها، ويعرض هذا الكتاب قصة حياة الشاعر يوسف العظم وأعماله.

## النشاطات
- حصل علي عضوية مجلس النواب في عام 1963م وكان عمره وقتها ثلاثة وثلاثون عاما.
- أسس مدارس الأقصى عام 1963 قبل عضويته في مجلس النواب، وهي من أوائل المدارس الخاصة في العاصمة عمان.[3]
- دخل مجلس النواب مرة أخرى عام 1967 وثم عام 1989م حتي اعتزل العمل السياسي بعد أن أصابه المرض
- عين وزيرا للتنمية الاجتماعية عام 1991 لفترة ست شهور أثناء حرب الخليج الثانية.

## من مؤلفاته
- كتاب «المنهزمون...دراسة في الفكر المتخلف والحضارة المنهارة».
- براعم الإسلام في العقيدة.
- براعم الإسلام في الحياة.
- أدعية وآداب للجيل المسلم.
- وأناشيد وأغاريد للجيل المسلم.
- مشاهد وآيات للجيل المسلم.
- العلم والإيمان للجيل المسلم.
- له دواوين شعرية عرف على إثرها باسم شاعر الأقصى أهمها:
  - في رحاب الأقصى.
  - والسلام الهزيل.
  - ولبيك ابتهالات شعرية.
  - وعرائس الضياء.
  - وعلى خطى حسان.
  - وفتية الأبابيل.
  - يا قدس.
  - مواكب النور.
- لو أسلمت المعلقات (نظرات في المعلفات الجاهلية ومعارضتها بسبع إسلاميات)

## وفاته
توفي يوم 15 رجب 1428 هـ الموافق للأحد 29 يوليو 2007 م.

## وصلات خارجية
- شاعر القدس يوسف العظم، الأقصي أون لاين، 5 يونيو 2007م
- شاعر الأقصى يوسف العظم يوثق لرحيله قبل سنوات، الجزيرة نت، 2 أغسطس 2007م
- كتاب الداعية يوسف العظم، للمستشار عبد الله العقيل